# Dora (študija primera)
Dora je psevdonim, ki ga je Sigmund Freud dal pacientki, ki ji je leta 1900 diagnosticiral histerijo in jo zdravil približno enajst tednov leta 1900. Njen najbolj izrazit histerični simptom je bila afonija oziroma izguba glasu. Pacientkino pravo ime je bilo Ida Bauer (1882–1945); njen brat Otto Bauer pa je bil vodilni član avstromarksističnega gibanja.
Freud je objavil študijo primera o Dori, Fragmenti analize primera histerije (1905 [1901], standardna izdaja, zvezek 7, str. 1–122; nemško Bruchstücke einer Hysterie-Analyse   ).

## Zgodovina primera

### Družinsko ozadje
Dora je živela s svojimi starši, ki so živeli v zakonu brez ljubezni, a ta je potekal v tesnem odnosu z drugim parom, Herr in Frau K, ki sta bila prijatelja Dorinih staršev. Kriza, zaradi katere je njen oče pripeljal Doro k Freudu, je bila njena obtožba, da jo je g. K spolno nagovarjal, pri čemer ga je udarila po obrazu – obtožba, ki jo je g. K zanikal in v katero njen oče ni verjel. 
Freud sam si začetno presojo o tej zadevi ni ustvaril, vendar mu je Dora hitro povedala, da ima njen oče razmerje s Frau K in da čuti, da jo oče na skrivaj pošilja k Herr K v zameno. S tem, da je sprejel njeno razlago dogodkov, je Freud lahko odpravil njen simptom kašlja; vendar pa jo je s pritiskanjem, da sprejme njegovo teorijo o njeni lastni vpletenosti v zapleteno družinsko dramo in privlačnosti do gospoda K., odtujil od sebe. Pacientka je po 11 tednih zdravljenja nenadoma prekinila terapijo, kar je po Freudovih besedah prineslo terapevtski neuspeh, kot je z grenkobo poročal Freud.

### Sanje
Freud je sprva razmišljal, da bi primer poimenoval 'Sanje in histerija', kot prispevek k analizi sanj, kot pripomoček k njegovi knjigi Interpretacija sanj, je Freud videl smisel v objavi te fragmentarne analize. 

Ida (Dora) je Freudu pripovedovala  o dveh sanjah. V prvih:
[a] hiša je gorela. Oče je stal poleg moje postelje in me zbudil. Hitro sem se oblekla. Mati se je hotela ustaviti in rešiti svoj kovček z zlatnino; vendar je oče rekel: 'Ne bom dovolil, da bi mene in moja dva otroka zažgali zaradi tvojega kovčka z z zlatnino.' Pohitela sva po stopnicah navzdol in takoj ko sem bila zunaj, sem se zbudila.
Druge sanje so bile bistveno daljše:
Hodila sem po neznanem mestu. Videla sem ulice in trge, ki mi niso bili znani. Nato sem prišla v hišo, kjer sem živela, šla v svojo sobo in tam našla pismo od mame. Napisala mi je, da ker sem odšla od doma brez vednosti staršev, mi ni želela pisati, da je oče bolan. "Zdaj je mrtev in če želiš, lahko prideš." Nato sem šla na postajo in vprašala približno stokrat: "Kje je postaja?" Vedno sem dobila odgovor: "Pet minut." Nato sem pred seboj zagledala gost gozd, kamor sem vstopila, in tam vprašala moškega, ki sem ga srečala. Rekel mi je: "Še dve uri in pol." Ponudil se je, da me bo spremljal, vendar sem zavrnila in šla sama. Videla sem postajo pred seboj, vendar je nisem mogla doseči. Hkrati sem imela nenavadni občutek tesnobe, ki jo ima človek v sanjah, ko ne more naprej. Nato sem bila doma. Vmes sem morala potovati, vendar o tem nisem nič vedela. Vstopila sem v portirnico in povprašala po našem stanovanju. Služkinja mi je odprla vrata in odgovorila, da so mama in ostali že na pokopališču.
Freud v obeh sanjah vidi namige, kot da se nanašata na spolno življenje Ide Bauer – dragocena škatla, ki je bila v nevarnosti, predstavlja simbol nedolžnosti, ki jo njen oče ni uspel zaščititi pred Herr K. Železniško postajo iz drugih sanj je razlagal kot primerljiv simbol. Njegova trditev, da je Ida odgovorila na Herr K-jeve pobude s hrepenenjem - "bojiš se Herr K-ja; še bolj se bojiš sam sebe, skušnjave, da bi mu popustila", jo je vse bolj odtujevalo. Po Idinem pričevanju in prepričanju Freuda naj bi ji sam Herr K ponuja ponudbe, že ko je bila stara 14 let.
Končno je Freud videl Ido kot potlačeno željo po svojem očetu, željo po Herr K in tudi željo po Frau K. Ko je Ida nenadoma prekinila terapijo – simbolno ravno 1. januarja 1901, le 1 in 9 kot Berggasse 19, Freudov naslov– na svoje razočaranje je Freud to razumel kot svoj neuspeh kot analitik, ki izhaja iz tega, da je ignoriral prenos.
Eno leto kasneje (aprila 1902) se je Ida še zadnjič vrnila k Freudu in mu pojasnila, da so njeni simptomi večinoma izginili; da se je soočila s K-ji, ki so ji priznali, da je imela ves čas prav; ampak da je pred kratkim pojavila bolečina v obrazu. Freud je te podrobnosti dodal v svoje poročilo, vendar je še vedno ocenil svoje delo kot neuspeh; in (veliko kasneje) dodal opombo, v kateri je krivil sebe, da ni poudaril Idine navezanosti na Frau K, namesto na Herr K, njenega moža. 

### Freudova interpretacija
Skozi analizo Freud interpretira Idino histerijo kot manifestacijo njenega ljubosumja na odnos med Frau K in njenim očetom, v kombinaciji z mešanimi občutki spolnega približevanja Herr K-ja. Čeprav je bil Freud razočaran nad začetnimi rezultati primera, ga je smatral za pomembnega, saj je povečal njegovo zavedanje o fenomenu prenosa, za katerega je okrivil svoje navidezne neuspehe v primeru.
Freud ji je dal ime 'Dora' in v knjigi  Psihopatologija vsakdanjega življenja podrobno opisuje svoje nezavedne motive za izbiro takega imena. Sestrina varuška je morala opustiti svoje pravo ime, Rosa, ko je sprejela službo, ker je bila Freudova sestra tudi poimenovana Rosa - namesto tega je prevzela ime 'Dora'. Ko je torej Freud potreboval ime za nekoga, ki ni mogla obdržati svojega pravega imena (tokrat, da bi ohranil anonimnost svoje pacientke), je bilo ime Dora tisto, ki se mu je porodilo.

## Kritični odzivi

### Zgodnja polarizacija
Freudova študija primera je bila v svoji prvi recenziji obsojena kot oblika mentalne masturbacije, nemoralne zlorabe njegovega zdravniškega položaja. Študija je vodila britanskega zdravnika Ernesta Jonesa, da je postal psihoanalitik in pridobil »globok vtis, da obstaja mož na Dunaju, ki  dejansko posluša vsako besedo svojih pacientov ... pravi psiholog«. Carl Jung se je prav tako z navdušenjem lotil študije primera.

### Srednja leta
Do sredine stoletja je Freudova študija pridobila splošno psihoanalitično sprejetost. Otto Fenichel je na primer navedel njen kašelj kot dokaz identifikacije z Frau K in njen mutizem kot reakcijo na izgubo Herr K-ja. Jacques Lacan je posebej pohvalil Freudovo poudarjanje Dorine vključenosti v »veliko zmedo očetovega sveta ... bila je v resnici glavni vzvod«.
Erik Erikson pa je nasprotoval Freudovi trditvi, da se je Dora na neki ravni pozitivno odzvala na Herr K-jeve poskuse: »Čudim se, koliko nas lahko danes brez protesta sledi Freudovi trditvi, da bi zdravo mlado dekle v takih okoliščinah Herr K-jeve poskuse smatralo za 'nevsiljive ali žaljive'.« 

### Feministične in kasnejše kritike
Feminizem drugega vala je nadaljevala Eriksonovo stališče kot del širše kritike Freuda in psihoanalize. Freudova izjava, da »je bila to zagotovo samo situacija, da pri štirinajstletnem dekletu prikliče izrazite občutke spolnega vzburjenja«, v zvezi s tem, da je Doro poljubil »mlad moški privlačnega videza«, je bil razumljena kot izraz občutljivosti na resničnost spolnosti mladostnic.
Toril Moi je govorila v imenu mnogih, ko je Freuda obtožila falocentrizma, njegovo študijo pa, da »predstavlja patriarhat«; medtem ko je Hélène Cixous Doro videla kot simbol »tihega upora proti moški moči nad ženskimi telesi in ženskim jezikom ... kot uporniško junakinjo«. (Catherine Clément pa bi trdila, da je bila Dora kot nema histeričarka, ki je bežala pred terapijo, zagotovo manjši feministični zgled kot neodvisna karierna ženska Anna O.)
Tudi tisti, ki so Freudu naklonjeni, se niso strinjali z njegovo inkvizitorsko metodo, Janet Malcolm ga je opisala kot »bolj podobnega policijskemu inšpektorju, ki zaslišuje osumljenca, kot zdravniku, ki pomaga pacientu«. Tudi Peter Gay je dvomil o Freudovem »vztrajnem tonu. ... Nad njim je bil bes, da bi ozdravi«, in zaključil, da sta poleg prenosa tudi njegov lasten kontraprenos potrebovala več pozornosti od Freuda v tem zgodnjem obdobju razvoja psihoanalitične tehnike.